# Carlos Vogt
Carlos Enrique Vogt (San Isidro, 12 de enero de 1933 - 20 de julio de 2018), fue un dibujante e historietista argentino. Uno de los más destacados artistas del noveno arte en su país, Vogt es muy recordado por las obras que realizó en conjunto con el guionista Robin Wood para la Editorial Columba, en especial Pepe Sánchez y Mi novia y yo.

## Biografía
Carlos Vogt nació en San Isidro, en una familia de origen alemán. De formación autodidacta, en sus inicios incursionó en la animación en la productora de dibujos animados de José Burone Bruche produciendo películas para publicidad televisiva. Poco tiempo después empezó a trabajar como historietista para las revistas Poncho Negro, La Revista del Superhombre, Pancho y Hazañas de la editorial Muchnik. Sus primeras publicaciones fueron ilustraciones para cuentos infantiles en la revista Chiquitos. En 1954 dibujó Doc Carson, con guion de Héctor Oesterheld, creó al personaje Terco Thomas, boxeador (dibujos y guion) y escribió el guion de El Apache (con dibujos de Aníbal Rodríguez Uzal). En esa época utilizaba el seudónimo «Silvester». 
Luego trabajó en la editorial Abril para las revistas Misterix y Rayo Rojo con el guionista Alberto Ongaro. En 1959 comenzó a trabajar en la editorial Frontera, donde dibujó para los guiones de Oesterheld en Cachas de Oro y Lucky Yank. Más adelante hizo los dibujos de Killroy, también con guion de Oesterheld. Después creó junto a Robin Wood series como Mi novia y yo, publicada por primera vez en 1968 en la revista Intervalo, Cuentos de Almejas, Mojado y Pepe Sánchez, publicado por primera vez en la revista El Tony, en 1975. 
Los dibujantes de la época que lo influyeron fueron principalmente Roy Crane (Buz Sawyer), Bob Schoenke (Laredo, ranger de Texas), John Cullen Murphy (Big Ben Bolt) y Leslie Turner (Capitán César).

## Obra
| - 1953 - Esta barra nuestra. Publicada en la revista Pancho. - 1953 - Capiango. Guion de Lucho Lanús. (Inicialmente dibujado por José Luis Salinas) - 1953 - D’acier, el temerario. - 1954 - Doc Carson. Guion de Héctor Oesterheld. - 1954 - Terco Thomas, boxeador. Guion y dibujo. - 1954 - El Apache. Guion. Con dibujos de Aníbal Rodríguez Uzal. - 1954 - Tierra del Fuego. Guion de Alberto Ongaro. - 1955 - Mark Cabot. Guion de Alberto Ongaro. - 1957 - El implacable. Guion de Alberto Ongaro. - 1957 - Joe Gatillo. Guion de Edgardo da Mommio (Mark Shane) y posteriormente de Ray Collins. - 1959 - Cachas de Oro. Guion de Oesterheld. - 1960 - Doc Carson. Guion de Oesterheld. - 1960 - Lucky Yank. Guion de Oesterheld. - 1961 - Historietas varias para la Editorial Fleetway de Londres. - 1962 - El quebrado. Guion y dibujo. | - 1962 - Brusco. Guion y dibujo. - 1962 - Justiniano. Guion de Ray Collins. - 1963: Kasperle. Guion y dibujo. Tira diaria para Bulls Pressedienst de Fráncfort. - 1968 - Mi novia y yo. Guion de Robin Wood. - 1968 - Billy Grant. Guion de Robin Wood. - 1970 - Larry Trenton. Guion de Sir William Woolrich. - 1971 - Cuentos de Almejas. Guion de Pedro M. Mazzino. - 1973 - Killroy. Guion de Oesterheld. - 1975 - Pepe Sánchez. Guion de Robin Wood. - 1976 - Canadá Joe. Guion de Ray Collins. - 1976 - Macho. Guion de Ray Collins. - 1977 - Una familia más (… o menos?). Guion de Jorge Basurto. - 1978 - Pepe Sánchez. Guion de Robin Wood. - 1980 - Unitarios de humor en revistas de Editorial Columba. - 1984 - Mojado. Guion de Robin Wood. - 2006 - Abbeyard de Scotland Yard. Guion de Viviana Centol. |